# جينا (لويزيانا)
جينا (بالإنجليزية: Jena, Louisiana)‏ هي بلدة أمريكية تقع في الولايات المتحدة في لويزيانا. يقدر عدد سكانها بـ 3,398 نسمة .

## أعلام
- مايك فرنسيس
- زاك هندرسون